# Joystick

Joystick elements: 1. Maneta 2. Baza 3. Trigger 4. Butoane extra 5. Schimb automat 6. Throttle 7. Hat Switch (POV Hat) 8. Suction Cup

Un joystick este un periferic al computerului personal sau un dispozitiv de comandă ce constă dintr-o manetă care pivotează și transmite apoi unghiul său în două sau trei dimensiuni unui computer.
Aceste dispozitive sunt folosite de obicei la controlul jocurilor video și de obicei au unul sau mai multe butoane cu stări ce pot fi de asemenea citite de către computer. Termenul joystick a devenit un sinonim pentru dispozitivele de comandă pentru jocuri care pot fi conectate la un computer, pentru că PC-ul numește intrarea unde se conectează joystick-ul, "intrare pentru joystick".
Cu același design de bază, dar cu o importanță mult mai mare, este și instrumentul principal de control al aparatelor de zbor (elicopter și, mai nou, avion). Se bazează pe același principiu al joystick-ului pentru PC, imprimându-și mișcarea 3D unui computer central ce îi transformă mișcările în diferite acțiuni (virare, urcare, coborâre).

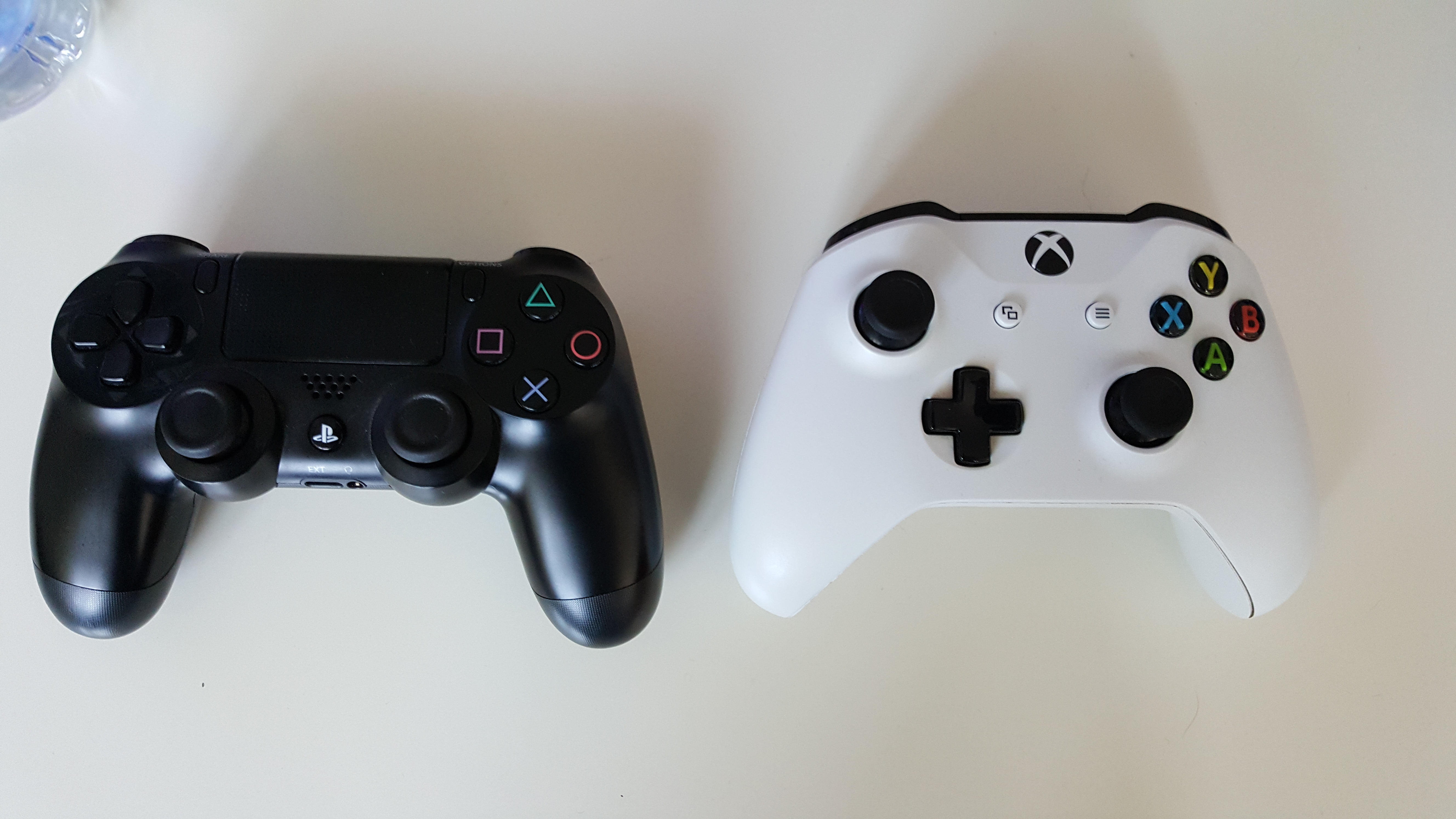
Un alt tip de joystick